# Aarburg
Aarburg je město ve švýcarském kantonu Aargau. Leží na řece Aaře v jihozápadní části kantonu v sousedství kantonu Solothurn. V roce 2012 v něm žilo přes sedm tisíc obyvatel.